# Kunskapspriset
Kunskapspriset (dansk: "Kundskabsprisen") er en udmærkelse som siden 2002 er blevet uddelt af Nationalencyklopedin.
Kunskapspriset gives til nogen, som har opmuntret eller fremmet søgningen efter kundskab. Alle kan nominere og alle kan blive nomineret. Prisen uddeles i seks kategorier inklusive den i 2007 tilkomne internationale hæderspris. Prissummen er 250.000 kronor per kategori, totalt 1,5 millioner svenske kroner, samt en glasskulptur designet af Bertil Vallien. 

## Prismodtagere gennem årene
| År   | Kategori                                               | Kategori                               | Kategori                                                   | Kategori                           | Kategori                         | Kategori                  |
|      | Skole/uddannelsesvæsen                                 | Erhvervsliv                            | Offentlig sektor                                           | Folkebevægelser/organisationer     | Øvrige/unik personlig indsats    | International hæderspris  |
| ---- | ------------------------------------------------------ | -------------------------------------- | ---------------------------------------------------------- | ---------------------------------- | -------------------------------- | ------------------------- |
| 2002 | Leif Alsheimer                                         | AstraZenecas afdeling for skolekontakt | Tjärnö marinbiologiska laboratoriums informationsafdelning | Elisabet Reslegård for Läsrörelsen | Hjärnkontoret                    |                           |
| 2003 | Teknikens Hus, Luleå                                   | Levande böcker                         | Infomedica                                                 | SeniorNet Sweden                   | Fredrik Lindström/Värsta språket |                           |
| 2004 | Hans Persson                                           | Nättidningen Svensk Historia           | Vetenskapsfestivalen i Göteborg                            | 1,6 miljonerklubben                | Lennart Nilsson                  |                           |
| 2005 | Ahmed Hussen Egal                                      | Teknik-SM                              | Vetenskapsredaktionen SR                                   | Finn upp                           | Magnus Bergmar                   |                           |
| 2006 | Börje Ehrstrand                                        | Anders Åkerman                         | Malmö stadsbibliotek, Gunilla Konradsson-Mortin            | Ung Företagsamhet, Joakim Thulin   | Helen Rundgren                   |                           |
| 2007 | Individuell Kunskapsutveckling, Günther Mårder         | Bok & Bibliotek, Anna Falck            | Hans Rosling                                               | Moomsteatern, Kjell Stjernholm     | Forskning & Framsteg             | Sir David Attenborough    |
| 2008 | Teamet i SVT bag dokumentaren Klass 9A                 | Skolporten AB                          | Gunnar Wetterberg                                          | Johan Holmsäter                    | Karin Bojs                       | Larry Page og Sergey Brin |
| 2009 | Attila Szabo og Bengt Johansson (for første gang delt) | Patrik Hadenius                        | Brottsoffermyndigheten i Umeå                              | Snilleblixtarna i Sverige          | Mats-Eric Nilsson                | Jeffrey Sachs             |
| 2010 | Drömmarnas Hus                                         | Hyper Island                           | Anders Persson og Anders Ynnerman                          | Kärleksakuten                      |                                  | Jared Diamond             |

## Eksterne links
- kunskapspriset.se – Kunskapsprisets website Arkiveret 7. maj 2005 hos  Wayback Machine